# 沈懋孝
沈懋孝（1537年—1612年），字幼真，號晴峰，浙江嘉興府平湖縣人，明朝官員、藏書家。

## 生平
嘉靖三十四年（1555年）乙卯科浙江鄉試第七名舉人。隆慶二年（1568年）中式戊辰科會試第十三名，二甲六十三名進士。選翰林院庶吉士，丁憂歸。服闋，六年二月授編修，萬曆初進修撰，萬曆八年（1580年）四月管理文官诰敕，九月充《大明會典》纂修官，十年七月与左赞善沈鯉主考應天府鄉試，因御史丁此呂疏論其典應天壬午鄉試時廢公徇私，舞弊受贿，取中王篆之子王之鼎，十三年称病。十四年（1586年）三月病愈，除補原职，四月南京給事中王嗣美再次疏論，上令覆试南直隶舉人狄献明等六名，其中賀學禮被革退，沈懋孝降一级調外任，谪两淮盐运司判官，未赴任，退居故里，授徒讲学。好藏书，有书万卷。

## 著作
著有《淇林雅詠》10卷、《滴露轩藏稿》1卷、《洛诵编》2卷、《水云绪编》3卷、《贲园草》4卷、《四馀编》3卷、《石林蒉草》3卷、《长水集》34卷、《周易程朱传义笺》、《周易四圣象辞》、《周易博议》，另有《类苑总目》80卷、《导引图诀》、《沈太史文钞》、《文林合璧》10卷、《平湖沈氏书目》1卷。收入《沈司成先生全集》16卷。

## 家族
曾祖父沈溱，文思院大使；祖父沈柬，號兩山，監生；父沈弘光，號肖山，監生。母俞氏；繼母張氏。弟沈懋荘、沈懋時、沈懋嘉。有子沈瑞鍾。